# 八方・陣内・方正の黄金列伝
『八方・陣内・方正の黄金列伝』（はっぽう・じんない・ほうせいのおうごんれつでん）は、読売テレビで2012年8月15日から2023年3月26日まで不定期に放送されていたトークバラエティ番組。月亭八方・陣内智則・月亭方正の冠番組。
2014年までは『笑いの金字塔 よしもと黄金列伝!』（わらいのきんじとう よしもとおうごんれつでん!）という番組名で放送していた。

## 概要
毎回一人、もしくは一組の芸能人をゲストに招き、これまでの人生の浮き沈みを年表やインタビュー映像と共に、トークで振り返る。当初は吉本興業所属芸人を中心にキャスティングしていたが、次第に非吉本所属芸人や歌手・アナウンサーといった幅広いジャンルの芸能人が登場するようになった。
放送時間は2014年秋以降、概ね月1回日曜夕方での放送が定着している。また同年以降、『24時間テレビ 「愛は地球を救う」』開催週の土曜午後の放送も恒例となっていた。
2023年3月26日の放送を最後に放送されていないため、事実上の打ち切りとなった。

## 出演
MC
- 月亭八方
- 陣内智則
- 月亭方正（山崎邦正）

## スタッフ
現在
- ナレーション：山本隆弥（ytvアナウンサー）
- 構成：博多ヒト志
- CAM：小松裕太
- 音声：高橋裕也
- EED：笹岡真丈
- グラフィック：大野卓
- 音効：荒畑暢宏（Nextry）
- MA：西山直宏
- 美術：石田由（ytv）
- 協力：ブリッジ、Nextry、mabu、光学堂、ADEC、フジアール（フジ→第70回-）
- ディレクター：阪口智稀（ytv）
- 演出：吉澤順（ブリッジ、以前はディレクター）
- AP：播田ナオミ（第70回 - ）
- プロデューサー：高橋宏輔（ytv、第112回 -）、亀井俊徳（吉本興業）
- チーフプロデューサー：山口将人（ytv、第112回 -）
- 制作協力：吉本興業
- 制作著作：ytv

過去
- 技術：前田義信・小野木晋（ytv）
- CAM：大林祐、川元正人、奥村一彦、岸賢俊、中祖信也
- 音声：福元裕美、樫山典寿（樫山→以前はVE）、磯一貴
- VE：斎藤将光、溝端淳司
- EED：長野達行、小林祥士、谷和彦（ytv）、平池武志（ytv Nextry）、吉住憲二、但馬晋二、西村聡（ytv）、越田ヤスヲ、渋谷良人、国部泰治
- MA：古庄陽（Nextry）
- グラフィック：石田恵利、大西洋平、坂本ゆかり、石津祥、長谷川功一（長谷川→以前はテロップ）
- テロップ：藤本有紀
- 美術：伊藤大樹・藤本未(美)歩・野沢桃子（ytv）
- 協力：大成閣、ビオトープ、REXX、
- ディレクター：東郷誠（ブリッジ）、中山喬詞（ytv）、吉井智也（ytv）、吉田剛志（ytv）、上田洋也（ytv）、中屋敷亮（ytv）
- AP：長谷川存（よしもとクリエイティブ・エージェンシー、第62回まで）
- プロデューサー：山本陽（ytv）、新宅淳（ytv、第63回 - 第88回）、山崎愛子（ytv、第89回 - 第111回）、小林真未子・植田隆志・牧里子・後藤ちあき（よしもとクリエイティブ・エージェンシー）、車谷尚彦（吉本興業）
- チーフプロデューサー：妹尾和己（ytv）、三好順作（ytv、第54回 - 第57回）、土居原作也（ytv、第39回 - 53回と第58回 - 第62回はCP、第54回 - 第57回はP）、竹綱裕博（ytv、第63回 - 第69回はCP、第39回 - 第62回はP）、山口剛正（ytv、第76回 -  第111回、以前は演出のみ→第70回 - 第75回は演出兼務）